# 雙溪蘭
雙溪蘭是馬來西亞彭亨州勞勿縣的一個聚落。
雙溪蘭新村的人口約六千人，華裔佔大多數，是一个淳朴的典型华人新村集中定居点，該村民風淳樸，村民以務農為生。并且是在劳勿郊区，但新村内的花园屋房产价值却不比市区花园区便宜。由于在雙溪蘭山明水秀和生活环境不错，加上新村内设备完善，在衣、食、住、行上的基本的条件，都能满足雙溪蘭村民需求。因此，花园屋业的蓬勃发展，是村内繁荣的象征；除了地方上的村民购买外，同时也吸引了一些游子回乡发展，使村内的人口稍微增长。附近又有白葉山旅遊勝地。
“翠雀珊瑚”在勞勿雙溪蘭新村大受歡迎，這種紅葉瓣青翠狀的花朵類似小鳥，所以又名小鳥花。在雙溪蘭新村，它還有另外一個名字，即“屙金蛋”，因意頭好，所以人人種植，蔚然成風。

## 歷史
1950年初期，是马来亚英国殖民地政府在长达12年的紧急状态中设立的一系列华人集中定居点。为了阻止郊区的华人与森林中的馬來亞共產黨游击队接触和威脅，当时英殖民政府積極展開全國移民政策，便将原本散居在郊外华人集中起来並設立了華人新村。在戒严时期，当时的雙溪蘭新村是“共產黨黑区”。
当时雙溪蘭新村的大馬路由南部幼兒園處到北部郵政局為根據，早年商店多集中在大馬路兩旁，也是雙溪蘭的熱鬧地區。歲月不留情，雙溪蘭新村大街店屋建築逐漸老舊，近年來新花園住宅區和商店在新村四週林立，可是，老街仍然是雙溪蘭的中心點。大街北端和南端的店屋同樣在上世紀1950年代建起，可是為何北端大街建築為三層樓鋼骨水泥建築，而南端多為陳舊木板屋呢？雙溪蘭新村開辟初期只有一條大馬路。
勞勿立卑路四英里地帶（賓都巴當）和新村原址附近的數十戶人家，當時就集被集聚在雙溪蘭新村內。“初期的新村共有住宅和商店約有430戶，整個新村設有內外二重有刺鐵線篱笆，只有一條大馬路貫通南北。“雙溪蘭新村開辟之初，政府為再度搬遷，並沒有分配店地給予商家，後來搬遷計劃取消，只好將大馬路兩旁屋地一分為三，改成3塊店地，每間店面面積為22英尺寬66英尺長，也因為如此，早年南北端商店並無後巷。”

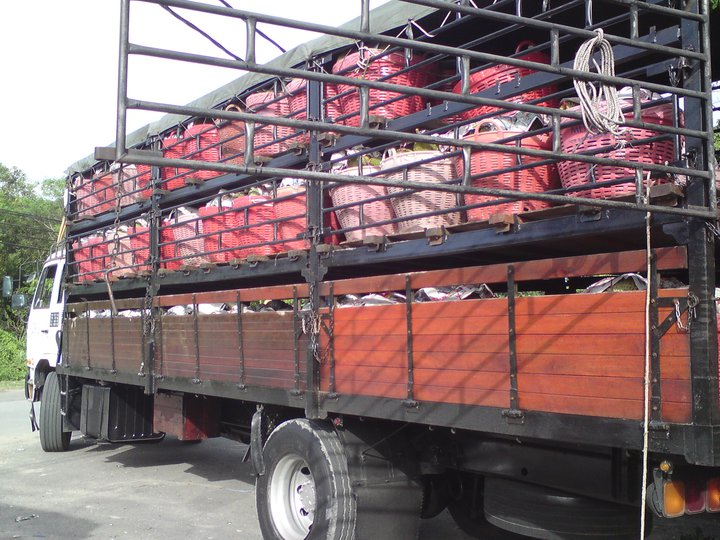
雙溪蘭榴莲的季节

### 1981年初期
1981年4月27日晚上，大街北端店屋中間的群樂茶室突然失火，大火迅速燒毀25間店和3間住家。在志願消防隊隊員的努力之下，火勢受到控制和撲滅，北端燒剩兩間店屋，而南端火路則在舊地方議會原址處被截斷，只波及樓上木板。火災過後，三層樓鋼骨水泥商店建起，大街街景大不同。大馬路的三層樓鋼骨水泥商店建好之後，在這裡營業的商家生意日隆，蓋過南端店鋪。
鋼骨水泥商店前的5間新店，前身為米較場，業主鍾譚發在1957年以其碾磨谷機倉執照招人承標營業，每月租金335令吉悉數交給雙溪蘭華小董事部作為行政費，為期20年。米較場較後由地方議會接管，1990年代末，勞勿縣議會將之翻新，並出租給予商家營業。時代不斷進步，雙溪蘭的發展一日千里，各花園的林立使到雙溪蘭新村的面積不斷擴大，道路也增多了，老街，只給老前輩留下一個可謂先苦後甜的回憶。

### 2000年后

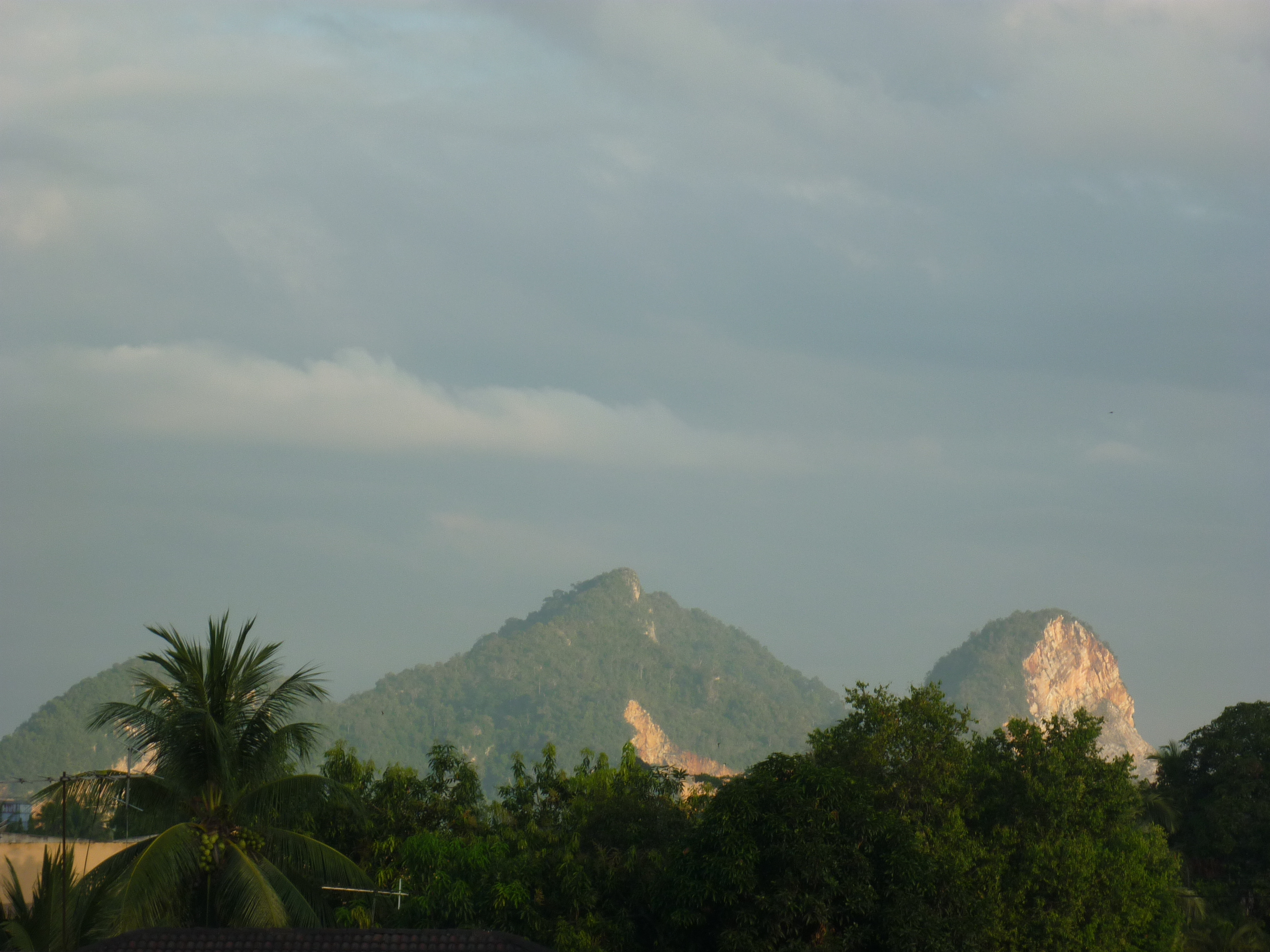
雙溪蘭村民称呼它为狮子山

2003年12月6日，吉隆坡支會在彭亨州勞勿縣雙溪蘭新村發起一項「愛鄉‧愛土‧愛我雙溪蘭」的環保茶會及資源回收活動，獲得廣大的回響。雙溪蘭的居民把家裡可以回收的資源都拿到環保點，以實際行動支持慈濟環保活動。儘管當天晚上，大雨傾盆，仍阻止不了村民們踴躍前來參與環保茶會。該村百人合唱團也上台呈獻一首《一個乾淨的地球》，他們用真誠感人的歌聲呼籲大家一起來淨化大地、淨化人心，做個守護大地的園丁。
2010年10月2日，勞勿特殊兒童康復中心雙溪蘭分院，今日舉行開課禮，由雙溪蘭村長李施妙主持。雙溪蘭分院的設立，是要讓居住在雙溪蘭、吉流、查力以及牙利一帶的特殊兒童就讀。宗旨是希望社會不幸人士，不分種族及宗教信仰，都能夠得到保護及協助。
2012年3月13日，雙溪蘭警方與志願警衛團合作隊伍正式成立，除了警方和警衛團成員之外，縣議會執法人員和輔警也會聯合出巡，一起防範社區罪案的發生。
2012年8月19日，中國駐馬大使柴璽對雙溪蘭榴槤讚不絕口，並以“味道獨特，先苦後甘，回味無窮”12個字來形容勞勿貓山王榴槤。自從冷凍榴獲准進口中國之後，越來越多中國人認識了榴槤。 柴璽今午在旅遊部長拿督斯里黃燕燕的安排下，到雙溪蘭1號碼頭榴槤芭參觀榴槤園並品嚐美味的貓山王榴槤。柴璽首次到首府以外的新村見證節目的進行，參觀雙溪蘭榴槤園和品嚐美味雙溪蘭榴槤。

## 教育
雙溪蘭中學處原為雙溪蘭華小原址。雙溪蘭中學在1965年開辦，3年後教育部致函校方要求借地，當時董事部亦同意。1980年代初期，政府在學校後撥地興建雙溪蘭華小，而雙溪蘭中學從此名正言順，建立新校舍在大街旁繼續為國家培育英才。

## 宗教

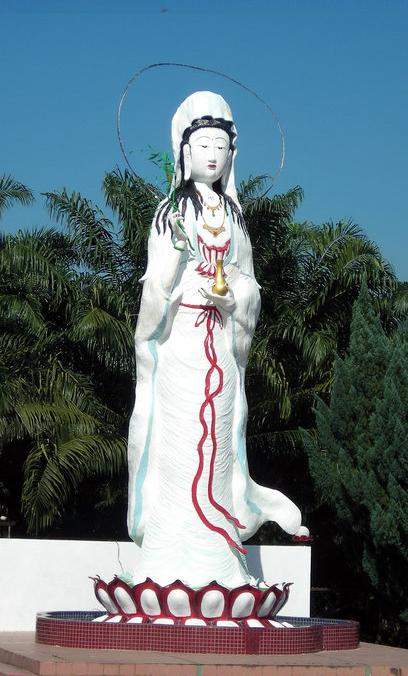
雙溪蘭觀音廟

勞勿人主要膜拜的神祇是觀世音菩薩，幾乎所有的新村都有觀音廟，各有特色。都賴、積羅、雙溪內、武吉公滿、雙溪蘭、雙溪查力等新村，以及市區都賴路和立卑路都有觀音廟（堂）。

## 特產
雙溪蘭和雙溪吉流盛產本地水果，有出名種榴槤（果王），也有著名的白葉山瀑布是有吸引遊客的條件。
雙溪蘭美食燒雞翼30多年历史，味道回味無窮，整排雞翼在炭火上慢燒，與快火燒烤不同，味道獨特，蜜糖味香濃，雞翼也不會鹹。雞翼不要太小，以及腌料要足。面子書裡榜上有名 - 謝九燒雞翼回味無窮。